# Edward Dunlop
 (avril 2016).
Si vous disposez d'ouvrages ou d'articles de référence ou si vous connaissez des sites web de qualité traitant du thème abordé ici, merci de compléter l'article en donnant les références utiles à sa vérifiabilité et en les liant à la section « Notes et références ».
Pour les articles homonymes, voir Dunlop (homonymie).
Ernest Edward « Weary » Dunlop (12 juillet 1907 - 2 juillet 1993) était un chirurgien australien renommé pour ses capacités de leader alors qu'il était prisonnier des Japonais pendant la Seconde Guerre mondiale.

## Biographie
Né à Wangaratta, il fait ses études de médecine à l'Université de Melbourne. Il s'engage dans l'armée en 1935 et part en Grande-Bretagne en 1938.
Au cours de la Seconde Guerre mondiale, Dunlop est affecté à l'état-major médical au Moyen-Orient où il développe une unité chirurgicale mobile. En Grèce, il assure la liaison avec les unités médicales avancées et le siège des Alliés et, à Tobrouk, il est chirurgien jusqu'à ce que les divisions australiennes soient rappelées en Australie. Le transport de troupes qui le ramène au pays est détourné sur Java pour renforcer les défenses de l'île face aux Japonais. Le 26 février 1942, il est promu au grade de lieutenant-colonel à titre temporaire. Il est fait prisonnier de guerre des Japonais la même année quand il est capturé à Bandung. 
Il est chargé d'assurer la direction des prisonniers de guerre dans les camps de Java puis est transféré brièvement à Changi, et en janvier 1943 commande les premiers prisonniers australiens envoyés pour travailler sur le segment thaïlandais de la voie de chemin de fer Birmanie-Thaïlande. 
Les conditions de vie dans le camp sont horribles : la nourriture est nettement insuffisante, les passages à tabac sont fréquents et sévères, il n'y a pas de médicaments ni de matériel médical, les maladies tropicales sont générales et les Japonais demandent aux prisonniers un niveau de productivité difficile à obtenir d'hommes en bonne santé et bien équipés. 
Avec un certain nombre d'autres officiers médecins, il devient une légende parmi les détenus pour son dévouement et son héroïsme. 
Dirigeant courageux et médecin compatissant, il défie ses geôliers, donne espoir aux malades et soulage l'angoisse des mourants. 
Après la guerre, il pardonne à ses ravisseurs et consacre son énergie à guérir et construire. Il ira jusqu'à affirmer plus tard que « dans la souffrance nous sommes tous égaux ». Il se consacre à la santé et au bien-être des anciens prisonniers de guerre et de leurs familles et travaille à promouvoir de meilleures relations entre l'Australie et l'Asie.
Il meurt le 2 juillet 1993.
Il est nommé Australien de l'année en 1976 et il est classé parmi les 200 principaux Australiens en 1988.